# España en el Festival de la Canción de Eurovisión Junior
España fue uno de los países fundadores que debutó en el I Festival de Eurovisión Júnior en 2003.
Es de los que mejor recorrido y posiciones ha llevado en el certamen, obteniendo una victoria en 2004 con la artista María Isabel y su canción «Antes muerta que sencilla», tres segundos puestos, dos terceros puestos y un cuarto, destacando un decimoquinto lugar como posición más baja. A pesar de sus buenos resultados, España decidió en 2007 no volver a participar en el certamen porque, según Javier Pons, exdirector de Radiotelevisión Española (RTVE), «fomenta estereotipos que no compartimos» y también por la «explotación» a la que se someten los niños.
En el Festival de Eurovisión Júnior 2011, con la intención de aumentar el número de participantes para asegurar la viabilidad del concurso, la Unión Europea de Radiodifusión negoció hasta último momento con las televisiones de España (TVE), Italia (RAI) y San Marino (SMRTV). Si bien Televisión Española mostró cierto interés en participar en el certamen, España no pudo confirmar su participación a tiempo, por lo tanto no pudo participar en él. Se esperaba que España regresara al festival en 2014 con un canal de televisión privado no miembro de la UER (Atresmedia o Mediaset España), siendo esta participación bajo permiso especial del organismo europeo. 
Su puntuación media hasta 2024 es de 143,60 puntos

## Historia en el Festival
España es uno de los dieciséis países que debutaron en el Festival de Eurovisión Júnior de 2003, el inaugural, que tuvo lugar el 15 de noviembre de 2003 en el Fórum en Copenhague, Dinamarca. Sergio García fue el primer representante de España con la canción «Desde el cielo», que acabó en el segundo puesto de los dieciséis participantes, alcanzando una puntuación de 125 puntos. España es uno de los países de mayor éxito del festival, habiéndolo ganado en una ocasión (en 2004) con la representación de María Isabel y su «Antes muerta que sencilla». Además, ha acabado en segunda posición en tres ocasiones, tanto en 2003 como en 2005 y en 2023, y ha conseguido dos terceras posiciones, en 2019 en su retorno al festival tras trece años de ausencia y en 2020. La participación restante alcanzó una cuarta posición 2006, convirtiendo a España en el único país participante que nunca ha finalizado fuera de las cinco primeras posiciones. La emisora española Televisión Española (TVE) se retiró del festival en 2007 alegando que el festival «promovía estereotipos que no compartían».
En 2012, la web esckaz.com preguntó a TVE sobre su posible participación en futuras ediciones. TVE no fue capaz de dar una respuesta ni en sentido afirmativo ni negativo. Desde 2013, ha habido varios intentos de manejar la vuelta de España al concurso. Durante el Festival de 2014 en Copenhague, el jefe de la delegación española Federico Llano dijo que TVE no tenía entre sus planes participar ese año en el concurso. En 2014, el comité de televisión de la Unión Europea de Radiodifusión (UER) discutió la posibilidad de permitir que canales privados de televisión pudieran participar en el concurso, para poder negociar con los canales privados españoles un retorno del país. Estos intentos no resultaron fructíferos. En 2015, varias webs especializadas informaron de que TVE podría estar trabajando en una posible vuelta al concurso, pero estas informaciones no fueron confirmadas por el canal.
El 13 de mayo de 2016, el supervisor ejecutivo de la UER, Jon Ola Sand, anunció en una rueda de prensa que la UER estaba en contacto con varios canales de algunos países, entre ellos España, para que pudieran participar en la edición de 2016. El 28 de septiembre de 2016, sin embargo, España no fue anunciada como una de las diecisiete naciones participantes en el concurso. El 2 de septiembre de 2018, Televisión Española (RTVE) anunció que considerarían la vuelta a Eurovisión Junior en ediciones futuras, haciendo un retorno en 2019 posible. El 25 de junio de 2019, RTVE anunció su vuelta al concurso en 2019 tras, doce años de ausencia.
La gran victoria española fue en el festival de 2004, cuya canción fue hasta el 2015 la ganadora que ha conseguido más cantidad de puntos en todos los años de este festival infantil (171 puntos), seguida por Cory Spedding del Reino Unido, el cual recibió 140 puntos. Después de treinta y cinco años, España volvía a ganar un festival de Eurovisión, recibiendo ocho puntuaciones máximas de doce puntos y siendo votada por todos los países participantes. También es importante decir que se estableció la máxima puntuación de separación entre el primer y segundo puesto, de 31 puntos, siendo hasta 2011 la máxima ventaja que ha tenido el primer puesto con el segundo en la historia del festival.
En 2024, España acogió por primera vez el Festival de Eurovisión Junior, marcando un hito tras más de seis décadas sin organizar ningún certamen eurovisivo, ni en su versión adulta ni infantil. La sede elegida fue la Caja Mágica de Madrid, donde se celebró la final el 16 de noviembre. Este evento coincidió con el 20.º aniversario de la victoria de María Isabel en 2004 con "Antes muerta que sencilla", lo que añadió un valor simbólico a la ocasión.
La decisión de que España organizara el festival se produjo después de la renuncia de Francia, ganador de la edición anterior, a ser sede nuevamente. La UER ofreció entonces a RTVE, ya que ese año España quedó en segunda posición, la posibilidad de albergar el certamen, propuesta que fue aceptada con entusiasmo. Este paso refleja el compromiso de RTVE por revitalizar la presencia de España en el ámbito eurovisivo y promover la música nacional entre las nuevas generaciones.

## Participaciones
Leyenda
     Ganador
     Segundo puesto
     Tercer puesto
     Cuarto o quinto puesto (Top 5)
     Último puesto
     Festival cancelado
| 2003                           | Copenhague  | Sergio García    | «Desde el cielo»            | 2  | 125 |
| 2004                           | Lillehammer | María Isabel     | «Antes muerta que sencilla» | 1  | 171 |
| 2005                           | Hasselt     | Antonio José     | «Te traigo flores»          | 2  | 146 |
| 2006                           | Bucarest    | Dani Fernández   | «Te doy mi voz»             | 4  | 90  |
| No participó entre 2007 y 2018 |             |                  |                             |    |     |
| 2019                           | Gliwice     | Melani García    | «Marte»                     | 3  | 212 |
| 2020                           | Varsovia    | Soleá Fernández  | «Palante»                   | 3  | 133 |
| 2021                           | París       | Levi Díaz        | «Reír»                      | 15 | 77  |
| 2022                           | Ereván      | Carlos Higes     | «Señorita»                  | 6  | 137 |
| 2023                           | Niza        | Sandra Valero    | «LOVIU»                     | 2  | 201 |
| 2024                           | Madrid      | Chloe de la Rosa | «Como la Lola»              | 6  | 144 |
| 2025                           | Tiflis      | Gonzalo Pinillos | -                           | -  | -   |

### Representantes españoles por comunidad autónoma
| Comunidad autónoma   | Comunidad autónoma | Artistas                                                   |
| -------------------- | ------------------ | ---------------------------------------------------------- |
| Andalucía            | 4                  | Sergio García, María Isabel, Antonio José, Soleá Fernández |
| Comunidad Valenciana | 3                  | Melani García, Carlos Higes, Sandra Valero                 |
| Castilla-La Mancha   | 1                  | Dani Fernández                                             |
| Cataluña             | 1                  | Levi Díaz                                                  |
| Comunidad de Madrid  | 1                  | Gonzalo Pinillos                                           |
| Extremadura          | 1                  | Chloe de la Rosa                                           |

## Festivales organizados en España
| Edición                                          | Ciudad sede | Localización | Presentandores                            |
| ------------------------------------------------ | ----------- | ------------ | ----------------------------------------- |
| Festival de la Canción de Eurovisión Junior 2024 | Madrid      | Caja Mágica  | Ruth Lorenzo, Marc Clotet y Melani García |

## Votación de España
Hasta 2023, la votación de España ha sido:
| Puntos otorgados | Puntos otorgados | Puntos otorgados |
| Pos.             | País             | Puntos           |
| ---------------- | ---------------- | ---------------- |
| 1                | Francia          | 49               |
| 2                | Países Bajos     | 42               |
| 2                | Rumania          | 42               |
| 3                | Georgia          | 41               |
| 4                | Ucrania          | 37               |
| 5                | Armenia          | 36               |
| 6                | Reino Unido      | 34               |
| 7                | Polonia          | 32               |
| 8                | Bielorrusia      | 30               |
| 9                | Portugal         | 29               |
| 10               | Malta            | 28               |

| Puntos recibidos | Puntos recibidos    | Puntos recibidos |
| Pos.             | País                | Puntos           |
| ---------------- | ------------------- | ---------------- |
| 1                | Países Bajos        | 69               |
| 2                | Macedonia del Norte | 63               |
| 3                | Reino Unido         | 51               |
| 4                | Malta               | 50               |
| 5                | Bielorrusia         | 44               |
| 6                | Chipre              | 43               |
| 6                | Francia             | 43               |
| 7                | Rumania             | 40               |
| 8                | Bélgica             | 39               |
| 8                | Ucrania             | 39               |
| 9                | Albania             | 38               |
| 10               | Grecia              | 35               |

## Portavoces y comentaristas
| 2003                           | Sergio García        | Jimmy Castro Vioque      | Dinamarca | Puerta del Sol (Madrid)                     | Fernando Argenta                             |
| 2004                           | María Isabel López   | Lucho (Los Lunnis)       | Rumanía   | Palacio Real de Madrid                      | Fernando Argenta                             |
| 2005                           | Antonio José Sánchez | Gonzalo Gutiérrez Blanco | Rumanía   | Palacio Real de Madrid                      | Lucho (Los Lunnis) y Beatriz Pécker          |
| 2006                           | Dani Fernández       | Lucía                    | Rumanía   | Palacio Real de Madrid                      | Lucho (Los Lunnis) y Fernando Argenta        |
| No participó entre 2007 y 2018 |                      |                          |           |                                             |                                              |
| 2019                           | Melani García        | Violeta Leal             | Polonia   | Puntos otorgados en el lugar de celebración | Tony Aguilar, Julia Varela y Víctor Escudero |
| 2020                           | Soleá Fernández      | Melani García            | Georgia   | Puerta de Alcalá                            | Tony Aguilar, Eva Mora y Víctor Escudero     |
| 2021                           | Levi Díaz            | Lucía Arcos              | Ucrania   | Puntos otorgados en el lugar de celebración | Tony Aguilar y Julia Varela                  |
| 2022                           | Carlos Higes         | Juan Diego Álvarez       | Armenia   | Puntos otorgados en el lugar de celebración | Tony Aguilar y Julia Varela                  |
| 2023                           | Sandra Valero        | Juan Diego Álvarez       | Francia   | Puntos otorgados en el lugar de celebración | Tony Aguilar y Julia Varela                  |
| 2024                           | Chloe de la Rosa     | Carlos Higes             | Georgia   | Playa de Levante (Benidorm)                 | Tony Aguilar y Julia Varela                  |

## Audiencias
A continuación se muestra una tabla con todos los datos de audiencias, desde que estos existen:
| Día de la Final         | Festival | Sede                   | Representante      | Horario | Audiencia (Final) | Cuota de pantalla (Final) | Canal (Final) |
| ----------------------- | -------- | ---------------------- | ------------------ | ------- | ----------------- | ------------------------- | ------------- |
| 13 de diciembre de 2025 | 2025     | Georgia (Tiflis)       | Gonzalo Pinillos   | 18:00   | -                 | -                         | La 1, La 1 HD |
| 16 de noviembre de 2024 | 2024     | España (Madrid)        | Chloe de la Rosa   | 18:00   | 1 038 000         | 12,1%                     | La 1, La 1 HD |
| 26 de noviembre de 2023 | 2023     | Francia (Niza)         | Sandra Valero      | 16:00   | 827 000           | 8,1%                      | La 1, La 1 HD |
| 11 de diciembre de 2022 | 2022     | Armenia (Ereván)       | Carlos Higes       | 16:00   | 1 183 000         | 10,1%                     | La 1, La 1 HD |
| 19 de diciembre de 2021 | 2021     | Francia (París)        | Levi Díaz          | 16:00   | 911 000           | 7,6%                      | La 1, La 1 HD |
| 29 de noviembre de 2020 | 2020     | Polonia (Varsovia)     | Soleá Fernández    | 17:00   | 1 082 000         | 7,4%                      | La 1, La 1 HD |
| 24 de noviembre de 2019 | 2019     | Polonia (Gliwice)      | Melani García      | 16:00   | 1 488 000         | 11,2%                     | La 1, La 1 HD |
| 2 de diciembre de 2006  | 2006     | Rumania (Bucarest)     | Dani Fernández     | 20:30   | 2 892 000         | 22,5%                     | La 1          |
| 26 de noviembre de 2005 | 2005     | Bélgica (Hasselt)      | Antonio José       | 20:30   | 5 744 000         | 39,2%                     | La 1          |
| 20 de noviembre de 2004 | 2004     | Noruega (Lillehammer)  | María Isabel López | 20:30   | 5 912 000         | 39,1%                     | La 1          |
| 15 de noviembre de 2003 | 2003     | Dinamarca (Copenhague) | Sergio García      | 20:30   | 5 689 000         | 44,9%                     | La 1          |